# Bachtiaren

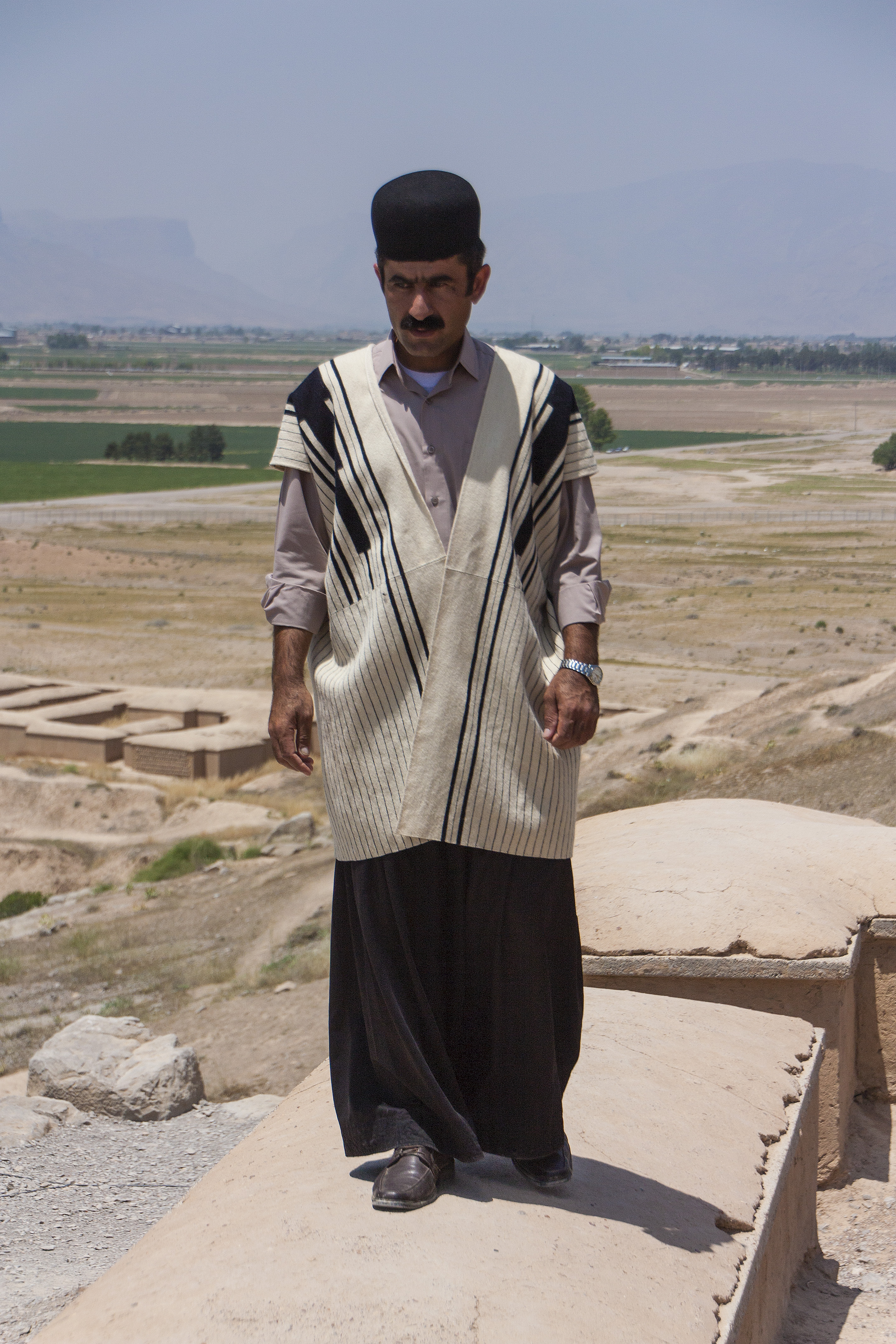
Bachtiare mit traditioneller Kleidung

Die Bachtiaren (auch Bachtiari oder englischsprachig Bakhtiari, persisch بختيارى Bachtiyārī, DMG Baḫtiyārī) sind ein Volk bzw. Stamm im südwestlichen Iran. Sie sind in zwei Hauptgruppen, Haft Lang (Die „Siebenbeinigen“ mit 55 Unterstämmen) und Tschar Lang (Die „Vierbeinigen“ mit 24 Unterstämmen), unterteilt. Ein kleiner Teil lebt noch als Nomaden von der Hütewirtschaft. Die Schätzungen zur Bevölkerungszahl gehen weit auseinander. Die Encyclopaedia of Islam gibt die Bevölkerungszahl mit 400.000 an. Laut Encyclopædia Iranica gibt es ungefähr 600.000 Bachtiaren. Sie bewohnen einen Streifen von Isfahan bis südlich nach Meidan-e Naftun in Chuzestan und grenzen an Völker wie Luren und Kurden.

## Abstammung
Die Abstammung der Bachtiaren ist umstritten. So gibt es mehrere Theorien:
- Nach dem Ethnologen Lorimer ist ihre Sprache iranisch, und ihr Lebensraum in den Bergen verhinderte die Vermischung mit den anderen Völkern wie Arabern und Türken. Der Iranist Iraj Afshar fügt hinzu, dass die Tracht der bachtiarischen Frauen große Ähnlichkeiten mit der Tracht der Zoroastrierfrauen in der Sassanidenzeit hat, die Sprache der Bachtiaren dem Mittelpersischen der Sassanidenzeiten gleicht und kein Arabisch oder Türkisch beinhaltet. Nach seiner Überzeugung stammen die Bachtiaren vom Stamm der Perser ab, der sich in dem 6./7. Jahrhundert v. Chr. mit den Elamiten vermischte.
- Griechische Ethnologen behaupten, dass die Bachtiaren griechischer Abstammung seien und mit Alexander dem Großen nach Iran gekommen seien. Weil die Perser sagten, dass die Griechen nicht gewonnen hätten, sondern das Glück (persisch: bacht) mit ihnen gewesen sei, hießen sie Bachtiaren (deutsch: „die Glückhabenden“/„die Glücklichen“). Doch viele Wissenschaftler setzen die Bachtiaren mit den Baktrern (persisch Bāḫtarī) gleich, die in das Zagros-Gebirge gezogen seien.[1]
- Laut der Encyclopaedia of Islam sind die Bachtiaren im 10. Jahrhundert aus Syrien in Iran eingewandert und waren bis zum 15. Jahrhundert als Großluren bekannt. Sie sind womöglich kurdischen Ursprungs.

## Sprache
Das Bachtiarische wird dem lurischen Dialektcluster zugerechnet. Bachtiarisch teilt mit dem Persischen und dem Kurdischen Wörter sowie morphologische und phonologische Elemente. Bachtiarisch ähnelt innerhalb der iranischen Sprachen mehr den Persischen und gehört zu den Südwest-Iranischen Sprachen. Bachtiarisch wird hauptsächlich in den iranischen Provinzen Tschahār Mahāl und Bachtiyāri, Luristan, Ilam, Kohgiluye und Boyer Ahmad sowie in Teilen von Chuzestan und Isfahan gesprochen.

## Sonstiges
Der Name ist auch in der iranischen Provinz Tschahār Mahāl und Bachtiyāri enthalten, wo Bachtiaren leben.
Die Bachtiaren gehören mehrheitlich dem schiitischen Islam an.

## Bekannte Bachtiaren
- Sardar Asad – ein Stammesführer und einer der wichtigsten Figuren in der Konstitutionellen Revolution
- Schapur Bachtiar – letzter Ministerpräsident vor der Iranischen Revolution
- Teymur Bachtiar – General und erster Geheimdienstchef des SAVAK
- Bibi Maryam Bachtiyari – bachtiyārīsche Stammesführerin
- Laleh Bakhtiar – iranisch-amerikanische Schriftstellerin
- Khalil Esfandiary Bakhtiary – iranischer Botschafter
- Soraya Esfandiary Bakhtiary – Kaiserin
- Saad al Dowleh – Premierminister Irans
- Iman Mobali – iranischer Fußballspieler
- Amin Nikfar – Athlet und Olympiateilnehmer
- Mohsen Rezai – Ex-Oberkommandant der Pasdaran und Generalsekretär des Schlichtungsrates
- Toomaj Salehi – iranischer Rapper